# Fougeré (Maine-et-Loire)
Fougeré ([fuʒˈʁe] ⓘ) ist ein Dorf und eine ehemalige Gemeinde mit 820 Einwohnern (Stand: 1. Januar 2022) im  französischen Département Maine-et-Loire in der Region Pays de la Loire. Die Gemeinde gehörte zum Arrondissement Saumur. Die Bewohner werden Fougéréens und Fougéréennes genannt.
Der Erlass des Präfekten vom 10. Juli 2015 legte mit Wirkung zum 1. Januar 2016 die Eingliederung von Fougeré als Commune déléguée gemeinsam mit 14 weiteren Orten zur Commune nouvelle Baugé-en-Anjou fest.

## Geografie

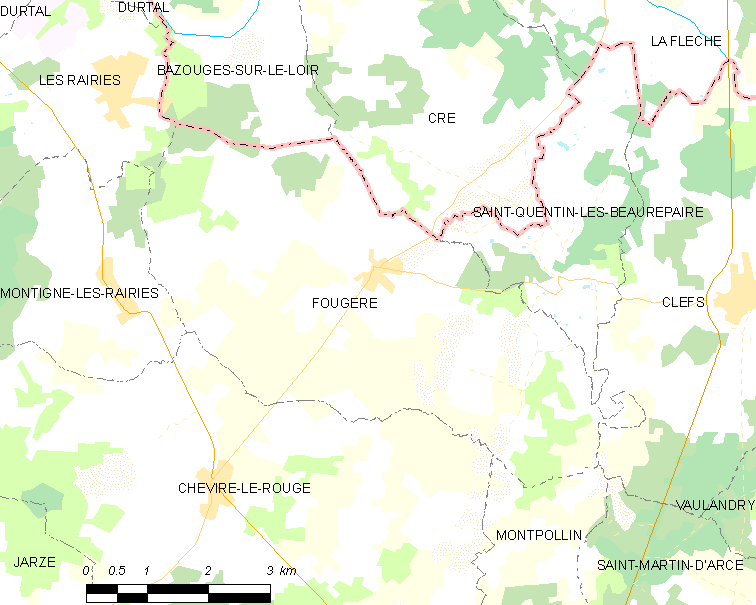
Karte von Fougeré

Fougeré liegt etwa 35 Kilometer nordöstlich von Angers, etwa 50 Kilometer südwestlich von Le Mans und etwa 41 Kilometer nordnordwestlich von Saumur in der Région naturelle des Baugeois an der Grenze zum Département Sarthe. Das Ortsgebiet liegt am Rand des Pariser Beckens. Das Bodenrelief flacht im Norden in Richtung des Loir-Tals ab. In diesem Bereich befindet sich das Zentrum auf etwa 34 m Höhe. An der Grenze zum Département Sarthe werden auch die niedrigsten Erhebungen gemessen. Nach Südosten und Süden hin wird die Landschaft hügeliger mit einer maximalen Höhe von 102 m im äußersten Südosten. Der Ortskern wird vom Flüsschen Verdun und seinem Zufluss Ruisseau de Follet entwässert.
Umgeben wird Fougeré von drei Nachbargemeinden und vier Communes déléguées von Baugé-en-Anjou:
| Les Rairies          | Bazouges Cré sur Loir (Sarthe)              | Saint-Quentin-lès-Beaurepaire (Commune déléguée) |
| Montigné-lès-Rairies | Kompassrose, die auf Nachbargemeinden zeigt | Clefs (Commune déléguée)                         |
|                      | Cheviré-le-Rouge (Commune déléguée)         | Montpollin (Commune déléguée)                    |

## Toponymie und Geschichte
Der Name des Ortes erschien in folgenden Formen:
Fulgeriacus (1081–1105), Fulgere (1185–1195), Fougere (1248).
Das Ortsgebiet gehörte der Familie gleichen Namens bis zum 13. Jahrhundert. Es ging in der Folge in mehrere Hände über. Im Mai 1620 wurde es durch königlichen Dekret zum Baronat de Cré et de Fougeré erhoben. 1643 gehörte das Baronat der Familie d’Avoines bis 1767, als René de la Varenne de Poix es zusammen mit Jean François d’Avoines erwarb. Die Kastellanei von Cré wurde geschaffen und das Baronat aufgeteilt. Es blieb in den Händen der Familie de la Jaille und ging 1789 in den Besitz des Marquis de Maillé de la Tourlandy über.

## Bevölkerungsentwicklung
| Fougeré: Einwohnerzahlen von 1793 bis 2020                                                                                 | Fougeré: Einwohnerzahlen von 1793 bis 2020 | Fougeré: Einwohnerzahlen von 1793 bis 2020 | Fougeré: Einwohnerzahlen von 1793 bis 2020 | Fougeré: Einwohnerzahlen von 1793 bis 2020 |
| --- | ------------------------------------------ | ------------------------------------------ | ------------------------------------------ | ------------------------------------------ |
| Jahr |                                            |                                            |                                            | Einwohner                                  |
| 1793 | 1793                                       |                                            | 1.271                                      | 1.271                                      |
| 1800 | 1800                                       |                                            | 1.376                                      | 1.376                                      |
| 1806 | 1806                                       |                                            | 1.356                                      | 1.356                                      |
| 1821 | 1821                                       |                                            | 1.487                                      | 1.487                                      |
| 1831 | 1831                                       |                                            | 1.596                                      | 1.596                                      |
| 1841 | 1841                                       |                                            | 1.569                                      | 1.569                                      |
| 1846 | 1846                                       |                                            | 1.586                                      | 1.586                                      |
| 1851 | 1851                                       |                                            | 1.513                                      | 1.513                                      |
| 1856 | 1856                                       |                                            | 1.456                                      | 1.456                                      |
| 1861 | 1861                                       |                                            | 1.432                                      | 1.432                                      |
| 1866 | 1866                                       |                                            | 1.433                                      | 1.433                                      |
| 1872 | 1872                                       |                                            | 1.387                                      | 1.387                                      |
| 1876 | 1876                                       |                                            | 1.378                                      | 1.378                                      |
| 1881 | 1881                                       |                                            | 1.329                                      | 1.329                                      |
| 1886 | 1886                                       |                                            | 1.314                                      | 1.314                                      |
| 1891 | 1891                                       |                                            | 1.326                                      | 1.326                                      |
| 1896 | 1896                                       |                                            | 1.296                                      | 1.296                                      |
| 1901 | 1901                                       |                                            | 1.206                                      | 1.206                                      |
| 1906 | 1906                                       |                                            | 1.158                                      | 1.158                                      |
| 1911 | 1911                                       |                                            | 1.152                                      | 1.152                                      |
| 1921 | 1921                                       |                                            | 1.077                                      | 1.077                                      |
| 1926 | 1926                                       |                                            | 1.010                                      | 1.010                                      |
| 1931 | 1931                                       |                                            | 936                                        | 936                                        |
| 1936 | 1936                                       |                                            | 957                                        | 957                                        |
| 1946 | 1946                                       |                                            | 961                                        | 961                                        |
| 1954 | 1954                                       |                                            | 933                                        | 933                                        |
| 1962 | 1962                                       |                                            | 930                                        | 930                                        |
| 1968 | 1968                                       |                                            | 904                                        | 904                                        |
| 1975 | 1975                                       |                                            | 787                                        | 787                                        |
| 1982 | 1982                                       |                                            | 744                                        | 744                                        |
| 1990 | 1990                                       |                                            | 735                                        | 735                                        |
| 1999 | 1999                                       |                                            | 739                                        | 739                                        |
| 2006 | 2006                                       |                                            | 775                                        | 775                                        |
| 2013 | 2013                                       |                                            | 776                                        | 776                                        |
| 2020 | 2020                                       |                                            | 806                                        | 806                                        |
| Quelle(n): EHESS/Cassini bis 1999, INSEE ab 2006 Anmerkung(en): Ab 1962 offizielle Zahlen ohne Einwohner mit Zweitwohnsitz |                                            |                                            |                                            |                                            |

## Kultur und Sehenswürdigkeiten
Fougeré  weist einen mittelalterlichen Ortskern auf. Die romanische Pfarrkirche Saint-Etienne aus dem 11. Jahrhundert, zentral im alten Kern gelegen, hat eine der für die Gegend typischen verdrehten Turmspitzen,  wie sie auch in einigen anderen Orten des Baugeois (z. B. Le Vieil-Baugé, Fontaine-Guérin) zu finden sind. Der Chor vom Anfang des 13. Jahrhunderts gehört zu den schönsten im Anjou. Die Malereien stammen ursprünglich aus dem 15. Jahrhundert und wurden im 16. Jahrhundert durch Grandin de Tours überarbeitet. Die einschiffige Kirche ist seit 1969 als Monument historique klassifiziert.
Das Château de Gatine aus dem 16. Jahrhundert kann ebenfalls besichtigt werden. Seine Fassaden und Dächer sind seit 1995 als Monument historique eingeschrieben.
Eine Fülle weiterer profaner und sakraler Bauten aus verschiedenen Epochen sind ebenso sehenswert. Das Herrenhaus im Weiler La Perdrière datiert ebenso wie das Herrenhaus im Weiler La Doteferière,  das Herrenhaus im Weiler La Gauleraie sowie das Herrenhaus im Weiler La Flosselière aus dem 15. Jahrhundert, Reste einer mittelalterlichen Burg aus dem 11. Jahrhundert.

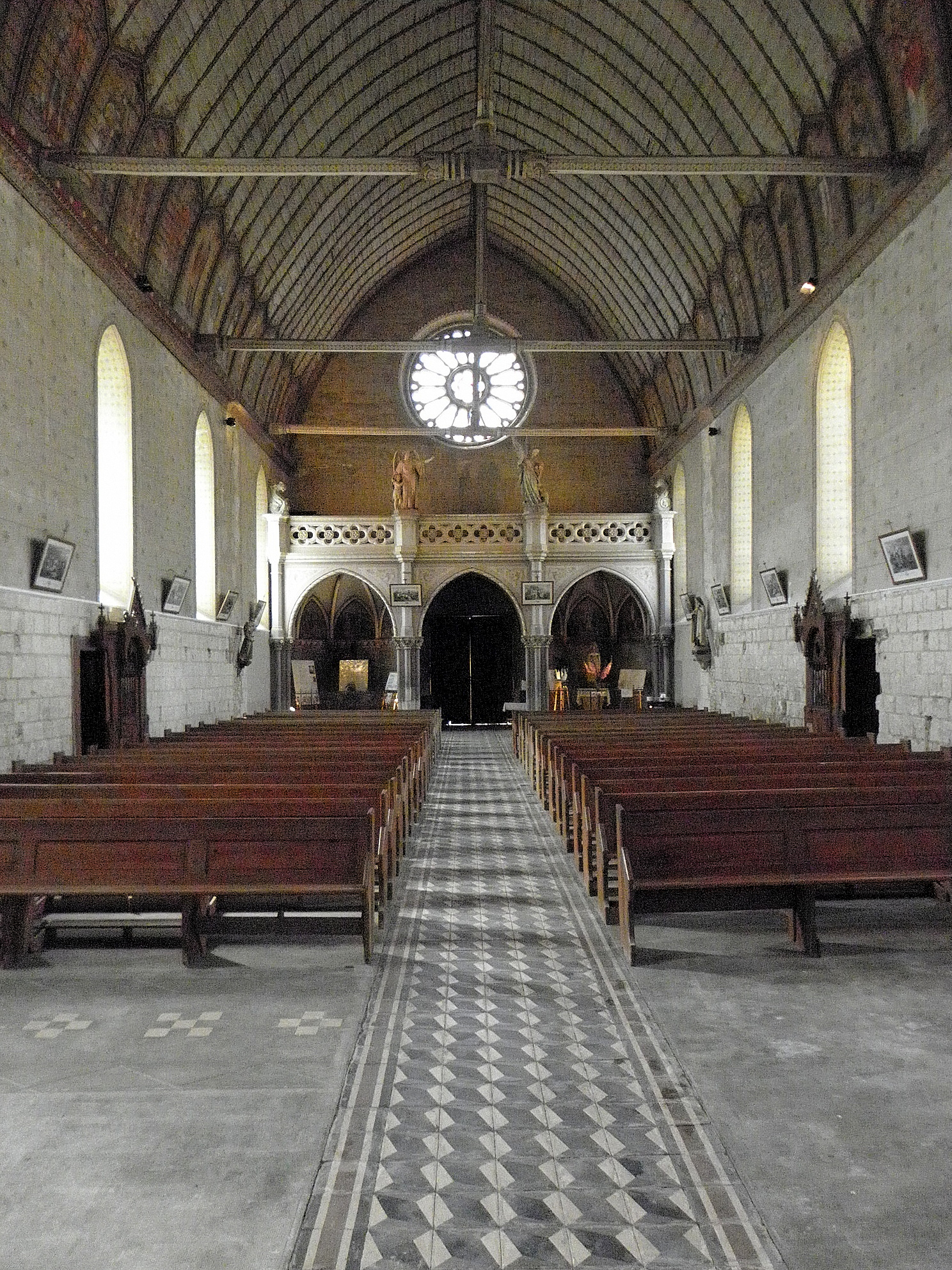
Innenraum der Pfarrkirche Saint-Etienne
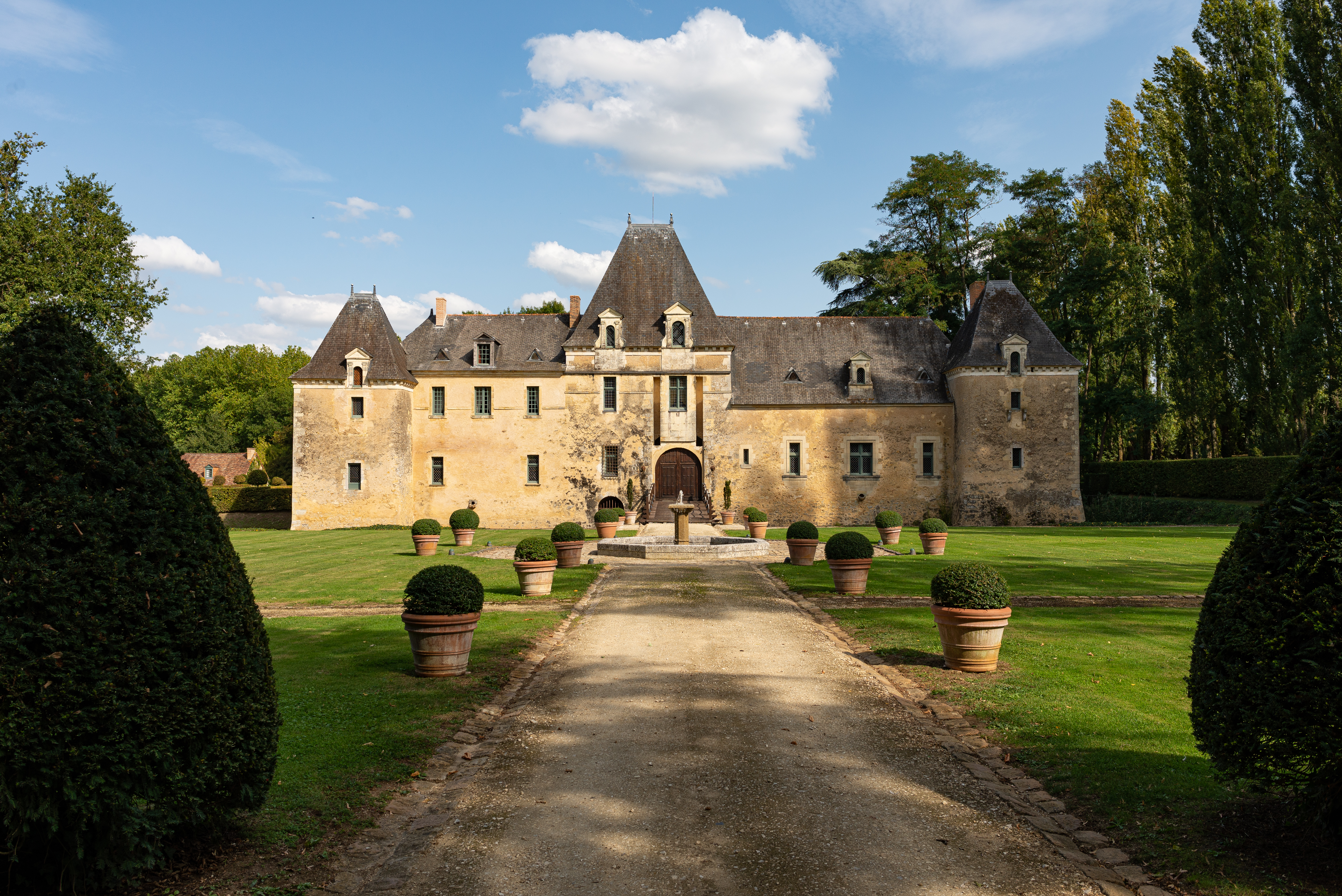
Château de Gatine

## Freizeit und Tourismus
Für das typische Boulespiel der Gegend, das Boule de Fort, gibt es auch in Fougeré eine spezielle Anlage. 